# Medlerana
Medlerana is een geslacht van vlinders van de familie uilen (Noctuidae), uit de onderfamilie Noctuinae.

## Soorten
- M. bukobaenensis Laporte, 1973
- M. nigeriensis Laporte, 1973